# Cyperus correllii
Cyperus correllii là một loài thực vật có hoa trong họ Cói. Loài này được (T.Koyama) G.C.Tucker mô tả khoa học đầu tiên năm 1984.